# Сугерий
Сугерий (на латински: Sugerus) или Сюже́, също Сюже́р (на френски: Suger; * ок. 1081, † 13 януари 1151) е френски духовник, абат (настоятел) на базиликата (абатството) Сен Дени, влиятелен съветник на френските крале Луи VI и Луи VII, държавен деятел със специално място във френската история.

## При Луи VІ
Сугерий е син е на селянин. Родителите му го дават ок. 1091 г. за обучение и послушничество в базиликата Сен Дени. Поради живия си ум и необикновени способности става сподвижник на бъдещия Луи VI, който също се обучава в абатството. През 1109 г. е секретар на абатството, през следващата година е обявен за иконом на манастира Берневал в Нормандия, а през 1109 г. – и на манастира Тюри.
През 1118 г. изпълнява първата си дипломатическа мисия като пратеник на краля в двора на Гелазий II в Магелон, а впоследствие и в този на Каликст II. При завръщането си от Италия през 1122 г. става абат на Сен Дени. Пребиваването в Италия, съчетано с нормандския опит, дава на Сугерий широка теоретическа и практическа подготовка. Като абат на Сен Дени той се заема с държавни дела, съветва краля и се превръща в най-влиятелната личност в двора.
Идеите му за държавничество надхвърлят вижданията на римското и нормандското духовенства, потънали в идеологически спорове за инвеститурата. Той се заема дейно и активно с идейното укрепване на кралската власт, всячески обосновавайки нейното сакрално значение. Паралелно утвърждава и култ към св. Дионисий Парижки като небесен покровител на цяла Франция.
Концепцията му е по-скоро за партньорство между двете власти и той я осъществява, без да предизвика трусове или неприязън като съвременника си Томас Бекет в Англия.
Когато в 1124 г. в пределите на кралските владения нахлува император Хайнрих V, Сугерий отива на бойното поле с хоругвата на абатството – орифлама. Оттогава тя се възприема като бойно знаме на краля. Смутен от броя на поддържащите краля феодали, императорът побързва да се оттегли.
След смъртта на Луи VI Сугерий реконструира овехтялата църква на абатството в невиждан дотогава в средновековната архитектура стил, който по-късно е наречен Готически. Вместо кръгли арки строителите започват да дават предпочитание на островърхи, широко да използват контрафорси (вертикални опорни ребра върху фасадата на сградата), а за украса на прозорците прибягват към витражи (стъклописи), с които често се украсява и кръглият прозорец на фасадата (т. нар. „розетен прозорец“).

## При Луи VІІ
На церемония за освещаване на базиликата Сен Дени кралят сключва мир със своя най-могъщ васал – графът на Шампан Тибо IV Велики. Преговорите за мир между тях води абат Сугерий. Бернар Клервоски за изкупление на вината на краля за воденето на неправедлива война му предлага да оглави кръстоносен поход в Светите земи. Въпреки протипоставянето на Сугерий, кралят се подчинява на желанието на папата и заедно с кралица Елеонора Аквитанска се отправя във Втория кръстоносен поход, оставяйки в Париж за регент Сугерий (1147).
Предчувствията на Сугерий се оправдават и походът се оказва катастрофа. Хазната е съвършено изпразнена от военните разходи, единствено мъдрото управление на Сугерий позволява да се предотврати метеж. Абатът се проявява като отличен управител на кралската собственост по времето на отсъствието на Луи VII.
След завръщането си Луи VII нарича Сугерий „баща на родината“ – гръмко приписвано му име.

## Произведения и идеи
Автор е на множество запазени до днес проповеди и книжки, но безспорно наред с панегериците на Луи VI и Луи VII, считани за основен източник за епохата, най-интересна е „Liber de Rebus in Administratione sua gestis“. Това е едно от малкото запазени от тази епоха подробни наставления за управление и стопанисване на манастирските имоти, така че да не носят дългове и загуби и да не разоряват държателите си. Сугерий лансира една позабравена идея от късно римската епоха – „за голямото семейство и взаимната изгода“. На практика обаче неговите идеи не се прилагат дори и в Сен Дени.